# Hrvatski nogometni kup 2010/11
Der Hrvatski nogometni kup 2010/11 war der 20. Wettbewerb um den kroatischen Fußballpokal nach der Loslösung des kroatischen Fußballverbandes aus dem jugoslawischen Fußballverband.
Dinamo Zagreb setzte sich in zwei Finalspielen gegen den NK Varaždin durch. Es war Dinamos 10. Pokalsieg im unabhängigen Kroatien und der 17. insgesamt.

## Modus
Ab dem Viertelfinale einschließlich des Finales wurden jeweils Hin- und Rückspiele ausgetragen. Bei gleicher Anzahl an Toren aus beiden Spielen kam die Mannschaft weiter, die auswärts mehr Tore erzielt hatte. Herrschte auch hier Gleichstand, wurde ein Elfmeterschießen zur Ermittlung des Siegers ausgetragen.

## Teilnehmer
An der Vorrunde
- 21 Sieger des Bezirkspokals
- 11 Finalisten des Bezirkspokals aus den Fußballverbänden mit der größten Anzahl registrierter Fußballclubs

| Bezirk              | Sieger                 | Finalist                     |
| ------------------- | ---------------------- | ---------------------------- |
| Bjelovar-Bilogora   | NK Bjelovar            | NK Bilogorac Veloko Trojstvo |
| Brod-Posavina       | Croatia Slavonski Brod | NK Mladost Cernik            |
| Dubrovnik-Neretva   | NK BŠK Zmaj Blato      |                              |
| Istrien             | NK Jedinstvo Omladinac | NK Pazinka Pazin             |
| Karlovac            | NK Karlovac            |                              |
| Koprivnica-Križevci | NK Borac Imbriovec     | NK Podravac Virje            |
| Krapina-Zagorje     | NK Gaj Mače            |                              |
| Lika-Senj           | NK Novalja             |                              |
| Međimurje           | NK Sloboda Slakovec    | Međimurje Čakovec            |
| Osijek-Baranja      | NK BSK Bijelo Brdo     | NK Olimpija Osijek           |
| Požega-Slawonien    | NK Slavija Pleternica  |                              |

| Bezirk               | Sieger                    | Finalist               |
| -------------------- | ------------------------- | ---------------------- |
| Primorje-Gorski      | NK Opatija                |                        |
| Sisak-Moslavina      | HNŠK Moslavina Kutina     | GŠNK Mladost Petrinja  |
| Split-Dalmatien      | NK Hrvace                 |                        |
| Šibenik-Knin         | NK Zagora Unešić          |                        |
| Varaždin             | NK Rudar 47               | NK Zadrugar Hrastovsko |
| Virovitica-Podravina | HNK Suhopolje             |                        |
| Vukovar-Syrmien      | NK Nosteria Nuštar        | NK Graničar Županja    |
| Zadar                | HNK Velebit Benkovac      |                        |
| Stadt Zagreb         | Lokomotiva Zagreb         | NK Rudeš               |
| Zagreb               | NK Vinogradar Lokošin Dol | NK Vrbovec             |

Am Sechzehntelfinale
- Die 16 punktbesten Vereine der Fünfjahres-Pokalwertung. (63 Punkte für den Pokalsieger, 31 für den unterlegenen Finalisten, 15 für die Halbfinalisten, 7 für die Viertelfinalisten, 3 für die Achtelfinalisten und 1 Punkt für die Sechzehntelfinalisten.)

| - 1. Dinamo Zagreb (199) - 2. HNK Rijeka (151) - 3. Hajduk Split (123) - 4. NK Varteks Varaždin (65) | - 5. NK Slaven Belupo (59) - 6. NK Zagreb (45) - 7. Cibalia Vinkovci (33) - 8. NK Osijek (24) | - 09. Inter Zaprešić (21) - 10. NK Kamen Ingrad Velika 1 (21) - 11. NK Pomorac Kostrena (15) - 12. HNK Segesta Sisak (13) | - 13. NK Istra 1961 (11) - 14. NK Hrvatski dragovoljac (10) - 15. NK Konavljanin Čilipi (10) - 16. HNK Šibenik (9) - 17. NK Naftaš HAŠK Zagreb (9) |

## Ergebnisse

### Vorrunde
Die Spiele fanden zwischen dem 24. August und 1. September 2010 statt.
|                           | Ergebnis              |                              |
| ------------------------- | --------------------- | ---------------------------- |
| NK Bjelovar               | 4:4 n. V. (3:4 i. E.) | HNK Suhopolje                |
| NK Zagora Unešić          | 3:0                   | NK Jedinstvo Omladinac       |
| NK Opatija                | 2:1                   | HNK Velebit Benkovac         |
| NK BŠK Zmaj Blato         | 1:1 n. V. (1:2 i. E.) | NK Karlovac                  |
| NK Pazinka Pazin          | 1:2                   | NK Zadrugar Hrastovsko       |
| NK Vrbovec                | 4:2 n. V.             | NK Mladost Cernik            |
| GŠNK Mladost Petrinja     | 1:2                   | NK BSK Bijelo Brdo           |
| Međimurje Čakovec         | 2:0                   | NK Hrvace                    |
| HNŠK Moslavina Kutina     | 3:0                   | NK Gaj Mače                  |
| NK Nosteria Nuštar        | 3:2                   | NK Novalja                   |
| NK Graničar Županja       | 2:1                   | NK Olimpija Osijek           |
| NK Podravac Virje         | 0:1                   | NK Rudar 47                  |
| NK Vinogradar Lokošin Dol | 1:2 n. V.             | Lokomotiva Zagreb            |
| NK Slavija Pleternica     | 7:0                   | NK Bilogorac Veloko Trojstvo |
| NK Rudeš                  | 4:1                   | NK Borac Imbriovec           |
| Croatia Slavonski Brod    | 2:0                   | NK Sloboda Slakovec          |

### Sechzehntelfinale
Die Spiele fanden am 21. und 22. September 2010 statt.
|                        | Ergebnis  |                         |
| ---------------------- | --------- | ----------------------- |
| NK Rudar 47            | 02:10     | Hajduk Split            |
| Croatia Slavonski Brod | 1:2       | NK Osijek               |
| NK Karlovac            | 5:0       | HNŠK Moslavina Kutina   |
| NK Zadrugar Hrastovsko | 0:6       | Dinamo Zagreb           |
| NK Nosteria Nuštar     | 2:4       | HNK Rijeka              |
| NK BSK Bijelo Brdo     | 0:2       | NK Varaždin             |
| NK Opatija             | 0:1       | NK Slaven Belupo        |
| NK Vrbovec             | 0:2       | NK Zagreb               |
| NK Slavija Pleternica  | 3:4 n. V. | HNK Šibenik             |
| NK Rudeš               | 0:3       | Cibalia Vinkovci        |
| Lokomotiva Zagreb      | 1:2       | Inter Zaprešić          |
| NK Graničar Županja    | 0:2       | NK Pomorac Kostrena     |
| HNK Suhopolje          | 3:1       | HNK Segesta Sisak       |
| NK Zagora Unešić       | 3:4 n. V. | NK Naftaš HAŠK Zagreb   |
| Međimurje Čakovec      | 3:1       | NK Konavljanin Čilipi   |
| NK Istra 1961          | 3:1       | NK Hrvatski dragovoljac |

### Achtelfinale
Die Spiele fanden am 26. und 27. Oktober 2010 statt.
|                     | Ergebnis  |                       |
| ------------------- | --------- | --------------------- |
| HNK Rijeka          | 3:1       | Međimurje Čakovec     |
| NK Varaždin         | 1:0       | NK Naftaš HAŠK Zagreb |
| NK Pomorac Kostrena | 0:1       | NK Zagreb             |
| NK Karlovac         | 0:2       | Dinamo Zagreb         |
| Hajduk Split        | 0:1 n. V. | NK Istra 1961         |
| NK Slaven Belupo    | 2:0       | HNK Suhopolje         |
| NK Osijek           | 2:1       | HNK Šibenik           |
| Inter Zaprešić      | 0:3       | Cibalia Vinkovci      |

### Viertelfinale
Die Hinspiele fanden am 10. November 2010 statt, die Rückspiele am 24. November.
|               | Gesamt |                  | Hinspiel | Rückspiel |
| ------------- | ------ | ---------------- | -------- | --------- |
| NK Varaždin   | 6:3    | HNK Rijeka       | 2:1      | 4:2       |
| NK Zagreb     | 2:6    | NK Slaven Belupo | 1:1      | 1:5       |
| NK Istra 1961 | 2:5    | Cibalia Vinkovci | 2:3      | 0:2       |
| Dinamo Zagreb | 5:1    | NK Osijek        | 2:0      | 3:1       |

### Halbfinale
Die Hinspiele fanden am 6. April 2011 statt, die Rückspiele am 20. April.
|                  | Gesamt |                  | Hinspiel | Rückspiel |
| ---------------- | ------ | ---------------- | -------- | --------- |
| Cibalia Vinkovci | 1:3    | NK Varaždin      | 1:0      | 0:3       |
| Dinamo Zagreb    | 5:1    | NK Slaven Belupo | 4:1      | 1:0       |

### Finale

#### Hinspiel
| Dinamo Zagreb                             | Dinamo Zagreb | NK Varaždin | NK Varaždin |
| ----------------------------------------- | --- | --- | ----------- |
| Dinamo Zagreb                             | \| 11. Mai 2011 in Zagreb (Stadion Maksimir) \| \| Ergebnis: 5:1 (2:1) \| \| Zuschauer: 4.137 \| \| Schiedsrichter: Ivan Bebek \| \| Spielbericht \|                                                                                            | \| 11. Mai 2011 in Zagreb (Stadion Maksimir) \| \| Ergebnis: 5:1 (2:1) \| \| Zuschauer: 4.137 \| \| Schiedsrichter: Ivan Bebek \| \| Spielbericht \|                                                                                   | NK Varaždin |
| Dinamo Zagreb                             | Ivan Kelava – Luis Ezequiel Ibáñez, Adrián Calello, Sammir (85. Josip Brezovec), Tonel – Šime Vrsaljko, Milan Badelj, Fatos Bećiraj, Leandro Cufré – Ante Rukavina (81. Arijan Ademi), Pedro Morales (65. Ivan Tomečak) Cheftrainer: Marijo Tot | Denis Krklec – Mario Brlečić, Karlo Šimek, Srebrenko Posavec (75. Dominik Glavina), Adam Sušac – Josip Kvesić, Josip Golubar, Dino Škvorc, Filip Škvorc – Davor Vugrinec (65. Dejan Glavica), Nikola Šafarić Cheftrainer: Samir Toplak | NK Varaždin |
| Dinamo Zagreb                             | 1:0 Sammir (10.) 2:1 Tonel (45.+1') 3:1 Fatos Bećiraj (72.) 4:1 Fatos Bećiraj (79.) 5:1 Milan Badelj (80.) | 1:1 Dino Škvorc (35.) | NK Varaždin |
| Dinamo Zagreb                             | Calello (67.) | | NK Varaždin |
| 11. Mai 2011 in Zagreb (Stadion Maksimir) | | |             |
| Ergebnis: 5:1 (2:1)                       | | |             |
| Zuschauer: 4.137                          | | |             |
| Schiedsrichter: Ivan Bebek                | | |             |
| Spielbericht                              | | |             |

#### Rückspiel
| NK Varaždin                                         | NK Varaždin | Dinamo Zagreb | Dinamo Zagreb |
| --------------------------------------------------- | --- | --- | ------------- |
| NK Varaždin                                         | \| 25. Mai 2011 in Varaždin (Stadion Anđelko Herjavec) \| \| Ergebnis: 1:3 (1:0) \| \| Zuschauer: 3.500 \| \| Schiedsrichter: Domagoj Vučkov \| \| Spielbericht \|                                                                                       | \| 25. Mai 2011 in Varaždin (Stadion Anđelko Herjavec) \| \| Ergebnis: 1:3 (1:0) \| \| Zuschauer: 3.500 \| \| Schiedsrichter: Domagoj Vučkov \| \| Spielbericht \|                                                                               | Dinamo Zagreb |
| NK Varaždin                                         | Denis Krklec (73. Ante Mrmić) – Nikola Tkalčić, Dino Škvorc, Josip Kvesić, Roberto Punčec – Mario Brlečić, Nikola Šafarić (77. Saša Hojski), Dejan Glavica (61. Josip Golubar), Adnan Aganović – Dominik Glavina, Filip Škvorc Cheftrainer: Samir Toplak | Ivan Kelava – Šime Vrsaljko (72. Leonard Mesarić), Tonel, Arijan Ademi, Luis Ezequiel Ibáñez – Mathias Chago, Milan Badelj, Mateo Kovačić (78. Josip Brezovec), Sammir – Ivan Tomečak Ante Rukavina, (57. Fatos Bećiraj) Cheftrainer: Marijo Tot | Dinamo Zagreb |
| NK Varaždin                                         | 1:0 Nikola Šafarić (6.) | 1:1 Luis Ezequiel Ibáñez (62.) 1:2 Milan Badelj (70.) 1:3 Fatos Bećiraj (82.) | Dinamo Zagreb |
| NK Varaždin                                         | Filip Škvorc (30.), Punčec (36.), Glavina (72.) | Milan Badelj (29.), Vrsaljko (34.), Chago (59.), Ademi (66.) | Dinamo Zagreb |
| 25. Mai 2011 in Varaždin (Stadion Anđelko Herjavec) | | |               |
| Ergebnis: 1:3 (1:0)                                 | | |               |
| Zuschauer: 3.500                                    | | |               |
| Schiedsrichter: Domagoj Vučkov                      | | |               |
| Spielbericht                                        | | |               |

## Torschützenliste
| Pl. | Name            | Mannschaft       | Tore |
| --- | --------------- | ---------------- | ---- |
| 01. | Fatos Bećiraj   | Dinamo Zagreb    | 8    |
| 02. | Duje Čop        | Hajduk Split     | 6    |
| 03. | Andrej Kramarić | Dinamo Zagreb    | 4    |
| 03. | Dino Kresinger  | Cibalia Vinkovci | 4    |
| 03. | Hrvoje Štrok    | HNK Rijeka       | 4    |